# Ла-Боль-Эскублак (кантон)
Ла-Боль-Эскублак (фр. La Baule-Escoublac) — кантон во Франции, находится в регионе Пеи-де-ла-Луар, департамент Атлантическая Луара. Входит в состав округа Сен-Назер.

## История
До 2015 года в состав кантона входили коммуны Ла-Боль-Эскублак и Порнише.
В результате реформы 2015 года состав кантон изменился: в него вошли три коммуны упразднённого кантона Ле-Круазик и одна коммуна кантона Геранд.

## Состав кантона с 22 марта 2015 года
В состав кантона входят коммуны (население по данным Национального института статистики за 2019 г.):
- Ба-сюр-Мер (2 824 чел.)
- Ла-Боль-Эскублак (16 255 чел.)
- Ле-Круазик (4 118 чел.)
- Ле-Пулиген (4 015 чел.)
- Порнише (11 141 чел.)
- Сент-Андре-дез-О (6 744 чел.)

## Политика
На президентских выборах 2022 г. жители кантона отдали в 1-м туре Эмманюэлю Макрону 37,5 % голосов против 16,8 % у Марин Ле Пен и 12,4 % у Жана-Люка Меланшона; во 2-м туре в кантоне победил Макрон, получивший 67,7 % голосов. (2017 год. 1 тур: Франсуа Фийон – 36,2 %, Эмманюэль Макрон – 27,1 %, Жан-Люк Меланшон – 13,1 %, Марин Ле Пен – 12,1 %; 2 тур: Макрон – 75,7 %. 2012 год. 1 тур: Николя Саркози — 41,9 %, Франсуа Олланд — 23,5 %, Марин Ле Пен — 11,7 %; 2 тур: Саркози — 60,7 %).
С 2021 года кантон в Совете департамента Атлантическая Луара представляют вице-мэр коммуны Сент-Андре-дез-О Сильви Гослен (Sylvie Goslin) и мэр коммуны Порнише Реми Раэр (Rémi Raher) (оба — Разные правые).
|                | Кандидаты                    | Партия                   | Первый тур | Первый тур     | Второй тур | Второй тур |
| Кол-во голосов | Кандидаты                    | Партия                   | % голосов  | Кол-во голосов | % голосов  |            |
| -------------- | ---------------------------- | ------------------------ | ---------- | -------------- | ---------- | ---------- |
|                | Сильви Гослен Реми Раэр      | Разные правые            | 7 995      | 41,91          | 11 738     | 66,50      |
|                | Дани Лами Марк Лепети        | Центристы                | 3 004      | 21,42          | 4 302      | 33,14      |
|                | Дидье Верне Доминик Дю Тертр | Национальное объединение | 2 417      | 17,23          |            |            |
|                | Жослин Ланоэ Мирьям Морино   | Разные левые             | 1 845      | 13,15          |            |            |
|                | Тижо Геннёг Патрик Меле      | Европа Экология Зелёные  | 1 515      | 10,80          |            |            |

|                | Кандидаты                       | Партия                  | Первый тур | Первый тур     | Второй тур | Второй тур |
| Кол-во голосов | Кандидаты                       | Партия                  | % голосов  | Кол-во голосов | % голосов  |            |
| -------------- | ------------------------------- | ----------------------- | ---------- | -------------- | ---------- | ---------- |
|                | Гатьен Мёнье Даниэль Риваль     | Правый блок             | 7 995      | 41,91          | 11 738     | 66,50      |
|                | Янник Жубер Режан Сеше          | Социалистическая партия | 4 360      | 22,86          | 5 913      | 33,50      |
|                | Дидье Верне Доминик Дю Тертр    | Национальный фронт      | 3 845      | 20,16          |            |            |
|                | Мари-Ивонн Альперн Робер Беллио | Разные правые           | 1 416      | 7,42           |            |            |
|                | Мишель Леюэде Мирьям Морино     | Левый фронт             | 755        | 3,96           |            |            |
|                | Франсуаза Жиро Филипп Ромийа    | Прочие                  | 705        | 3,70           |            |            |